# Robert Poirier
Robert Poirier (Francia, 16 de junio de 1942) fue un atleta francés especializado en la prueba de 400 m vallas, en la que consiguió ser medallista de bronce europeo en 1966.

## Carrera deportiva
En el Campeonato Europeo de Atletismo de 1966 ganó la medalla de bronce en los 400 m vallas, con un tiempo de 50.5 segundos, llegando a meta tras el italiano Roberto Frinolli (oro con 48.8 s) y el alemán Gerd Lossdorfer (plata).